# دينا عبد الرحمن
دينا عبد الرحمن إعلامية وفنانة تشكيلية مصرية، عملت في عدة قنوات مصرية واشتهرت بتقديم البرنامج الحوارية على عدة قنوات مصرية.

## السيرة الذاتية
ولدت دينا يوم 5 مايو عام 1975م بمحافظة دمياط في مصر، حصلت علي بكالوريوس من كلية الفنون والتربية من كلية التربية الفنية بالزمالك في عام 1997، بدأت «دينا عبد الرحمن» حياتها بالفن التشكيلي حيث أقامت العديد من المعارض الناجحة، ثم اتجهت للصحافة فعملت في جريدتي الحياة اللندنية والقاهرة وكتبت في السياسة والمشكلات الاجتماعية، كما كتبت أيضًا عن معارض الفن التشكيلي وفنانيه وأجرت العديد من الحوارات مع نجوم الفن وكان أهمهم الموسيقار الراحل كمال الطويل. لتبدأ بعدها العمل التلفزيونى عبر شبكة تليفزيون دريم الفضائية في عام 2003، لتنتقل بعدها للعمل في عدة قنوات فضائية مثل التحرير وشبكة تلفزيون العاصمة وفي غضون سنوات قليلة استطاعت «دينا عبد الرحمن» أن تكسب ثقة المشاهدين واحترامهم.

## العمل التلفزيوني
عملت دينا عبد الرحمن في بداياتها التلفزيونية بقناة دريم كمعدّة ومقدمة للبرامج منذ 2003، وفي عام 2007 قامت بتقديم برنامج صباح دريم كأول برنامج صباحي يتم اذاعته على فضائية مصرية خاصة، لكن تم منعها من الظهور على القناة في 25 يوليو 2011  بسبب عدة مكالمات هاتفية اجرتها في البرنامج مع رموز عسكرية مصرية مثل اللواء حسن الرويني والخبير الاستراتيجي اللواء عبد المنعم كاطو  واعتبرت الكثير من منظمات حقوق الإنسان المصرية والدولية ان فصل المذيعة من عملها يشكل تهديد حقيقي لحرية الاعلام في مصر 
تعاقدت دينا بعد ذلك مع قناة التحرير في نوفمبر 2011 ، وعملت في تقديم برنامج (اليوم) ولكنها ما لبثت أن انهت تعاقدها بسبب تغير إدارة القناة، لتنتقل بعدها إلى قناة سي بي سي المصرية وتعمل في اعداد وتقديم برنامج مصر تنتخب الرئيس خلال الانتخابات الرئاسية المصرية 2012 ، ثم عملت في اعداد وتقديم برنامج زي الشمس الصباحي. كما شاركت في اعداد وتقديم برنامج السابعة على قناة سي بي سي اكسترا.، ولكن ما لبثت قناة سي بي سي أن أعلنت إنهاء تعاقدها مع دينا، وساقت الشبكة في أسبابها أن البرنامج لا يحقق نسب المشاهدة المطلوبة ولا يجذب المعلنين، قامت دينا بتقديم آخر حلقة لها فيه في 14 أبريل 2014، وكان رحيلها قد ولد موجة من «التضامن» على شبكات التواصل الاجتماعي. حيث شارك آلاف المصريين في الكتابة عنها عبر هاشتاج #شكرًا_دينا_عبد الرحمن

## الحياة الشخصية
لدي دينا عبد الرحمن ابنة وحيدة من زوجها السابق الموزع المصري يحيى خليل 

## وصلات خارجية
- دينا عبد الرحمن على موقع الدهليز
- دينا عبد الرحمن على موقع قاعدة بيانات الأفلام العربية